# Hrabstwo Butler (Nebraska)

Piramida wieku hrabstwa

Hrabstwo Butler – hrabstwo położone w USA w stanie Nebraska z siedzibą w mieście David City. Założone w 1856 roku.

## Miasta
- David City

## Wioski
- Abie
- Bellwood
- Brainard
- Bruno
- Dwight
- Garrison
- Linwood
- Octavia
- Rising City
- Surprise
- Ulysses

## Sąsiednie hrabstwa
- Hrabstwo Saunders (Nebraska)
- Hrabstwo Seward (Nebraska)
- Hrabstwo Polk (Nebraska)
- Hrabstwo Platte (Nebraska)
- Hrabstwo Colfax (Nebraska)